# 카리알라 문제

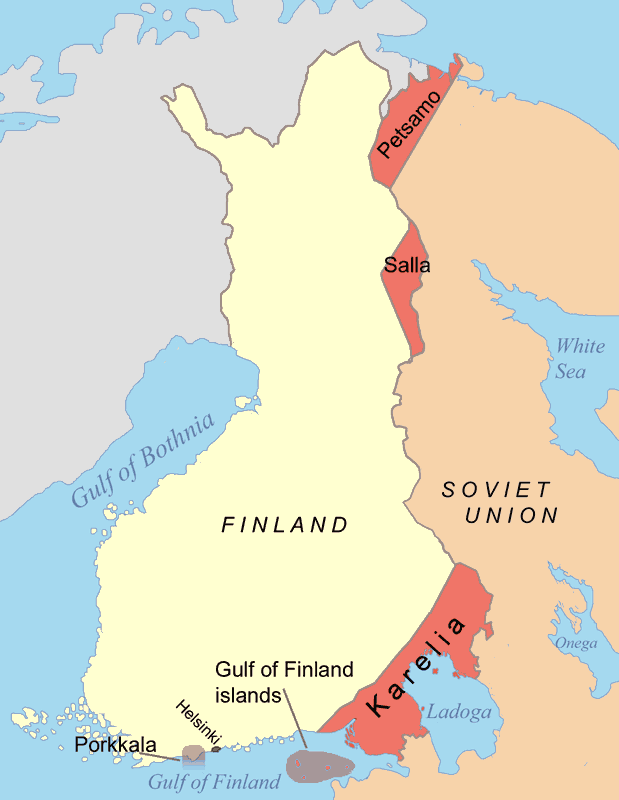
소련에게 할양된 핀란드 영토들(빨간색 부분)

카리알라 문제(핀란드어: Karjala-kysymys 카랼라 퀴쉬뮈스[*])는 겨울전쟁과 계속전쟁 기간 동안 소련에게 뺏긴 지역에 대한 핀란드 내부에서의 이슈이다. 이슈가 된 지역으로는 카렐리야, 살라, 페첸가 특구, 핀란드만의 몇몇 섬들 등이 있다.

## 논쟁
1939년에 소련이 핀란드를 침략한 겨울 전쟁에서 핀란드는 소련에게 지금의 핀란드-러시아 국경부분인 카렐리아, 핀란드령 라플란드와 핀란드 만의 코틀린섬, 수리사르섬, 헬렌지섬 등 4개의 섬 등 일부 영토를 빼앗겼다. 결국 1년 후 나치 독일이 소련을 침공하고 핀란드도 동맹국으로 참전하면서 계속 전쟁이 일어났다. 핀란드의 무르만스크를 차지한다는 목적은 실패했지만, 다시 카렐리아를 되찾게 되었다. 하지만 나머지는 1991년 소련이 붕괴될 때까지 소련령으로 남았다.

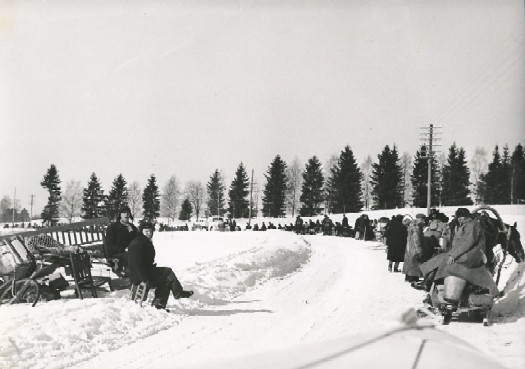
겨울 전쟁으로 인해 생긴 핀란드 피난민들

### 냉전
미국과 소련 사이에 냉전이 시작되면서 소련은 강대국으로써의 세력을 휘두르고 있었다. 그러다가 핀란드를 노리게 되었다. 소련은 1945년 승전국으로 핀란드의 포크칼라를 빼앗았다. 이 곳은 핀란드에게는 매우 중요한 곳이었다. 포크칼라는 1956년 흐루시초프의 친선정책으로 핀란드령으로 되돌아왔지만 소련의 붕괴 이후로도 그 외 지도의 지역들은 러시아의 영토로 남았다.

## 같이 보기
- 계속 전쟁
- 구독일 동부 영토
- 대핀란드
- 막간의 평화
- 민족통일주의
- 라플란드 전쟁
- 모스크바 휴전 협정
- 모스크바 평화 조약
- 루마니아와 몰도바의 통일
- 겨울 전쟁